# Südsee-Paradies
Südsee-Paradies (Originaltitel: Paradise, Hawaiian Style) ist ein US-amerikanischer Musikfilm von Michael D. Moore aus dem Jahr 1966. Es war der 21. Film, in dem Elvis Presley eine Rolle übernahm.

## Handlung
Pilot Rick Richards wird von seiner Fluggesellschaft entlassen, weil er mal wieder während der Arbeit mit einer jungen Frau geflirtet hat. Er fliegt nach Hawaii, um bei seinem Freund Danny Ferien zu machen und nach einem neuen Job zu suchen. Danny hat inzwischen fünf Kinder und genug damit zu tun, Geld für die Familie zu verdienen. Einen Job hat er für Rick nicht. Der kommt bald auf die Idee, auf Hawaii ein eigenes kleines Flugunternehmen zu gründen. Es soll Touristen die unbekannten Gegenden der Inseln zeigen.
Um sein Projekt umzusetzen, benötigt er neben Geld vor allem seine Überredungskünste. Er besucht seine zahlreichen Ex-Freundinnen, die auf der Insel verstreut leben und zumeist in Hotels arbeiten, und bittet sie, für sein neues Projekt bei ihren Kunden zu werben. Auch Danny zeigt bald Interesse und investiert eine große Summe in das gemeinsame Unternehmen, dessen Fuhrpark aus zwei Helikoptern besteht. Als Sekretärin engagiert Danny die junge Judy, die er als verheiratete Frau ausgibt. So soll es Rick leichter fallen, sich auf die Arbeit zu konzentrieren.
Der erste Job ist die Beförderung von mehreren Hunden einer reichen Dame von einem Hotel zum nächsten. Da die Hunde nicht in Käfige eingesperrt werden dürfen, verursachen sie während des Flugs heilloses Chaos. Rick fällt es schwer, den Helikopter auf Kurs zu halten und so streift er fast den Wagen von Mr. Belden, der beim Regionalverein der Luftüberwachung arbeitet. Nun droht dem gerade gegründeten Unternehmen schon wieder der Entzug der Fluglizenz.
Während Danny sich zu Mr. Belden begibt, um das Schlimmste zu verhindern, nimmt Rick einen weiteren Job an. Er soll auf Hanalei ein Paar abholen. Zusammen mit Dannys Tochter Jan, die eigentlich mit ihrem Vater einen Ausflug machen wollte, fliegt er nach Hanalei. Dort trifft Rick auf seine Ex-Freundin Lani, die mit ihm und Jan zum Moonlight Beach fährt, weil die Abholung des Pärchens erst in mehreren Stunden stattfindet. Lani hatte eigentlich gehofft, mit Rick allein sein zu können. Als der jedoch immer wieder darauf verweist, dass er wegen des Jobs bald wieder nach Hanalei fliegen muss, versteckt Lani den Startschlüssel des Helikopters im Sand. Aus dem Witz wird Ernst, als sie den Schlüssel nicht wiederfinden kann. Am Ende müssen alle drei die Nacht am Strand verbringen, suchen den Schlüssel und finden ihn erst am nächsten Morgen. Fast zeitgleich landet der wütende Danny in seinem Helikopter am Strand und kündigt dem vermeintlich verantwortungslosen Rick die Partnerschaft – er glaubt, Rick habe nur eine Nacht mit seiner Freundin verbringen wollen, den Schlüssel selbst versteckt und dabei in Kauf genommen, dass sich Danny und seine Frau um ihre Tochter Jan große Sorgen machen. Danny nimmt Jan im Helikopter mit sich.
Als Rick später zurück ins Büro kommt, teilt ihm Judy mit, dass Danny noch nicht zurück sei. Er habe nur noch tanken wollen, doch sei dies bereits mehrere Stunden her. Rick, der von Mr. Belden schriftlich die Fluglizenz entzogen bekommen hat, fliegt dennoch mit Judy los, um nach Danny und Jan zu suchen. Er findet beide schließlich. Danny hatte mit seinem Helikopter notlanden müssen und sich bei einem anschließenden Sturz das Bein gebrochen. Er kommt ins Krankenhaus.
Wenig später findet ein Fest statt. Rick gelingt es, Mr. Belden zu versöhnen. Er wird in der Beratung des Regionalvereins der Luftüberwachung auf seiner Seite stehen. Als Danny Rick endlich beichten will, dass Judy gar nicht verheiratet ist, erklärt Rick, das schon von Anfang an gewusst zu haben. Er erkenne unverheiratete Frauen auf den ersten Blick. Bevor er Judy jedoch küssen kann, wird er von Sängern und Tänzern des Festes davongezogen und tritt nun selbst als Sänger auf.

## Produktion
Die Dreharbeiten für Südsee-Paradies fanden vom 5. August bis zum 18. August 1965 auf Hawaii statt. Drehorte waren unter anderem das Maui Sheraton Hotel auf Maui, die Küste von Kona und das Hanalei Plantation Resort auf Kauaʻi. Bis zum 30. September fanden Aufnahmen auf dem Torrance Airport in Torrance und die Innenaufnahmen in den Paramount Studios statt. Zwischen den Dreharbeiten auf Hawaii und im Studio hielt sich Elvis Presley in seinem Haus in Bel Air auf. Hier fand am 27. August 1965 der einzige Besuch der Beatles bei Elvis Presley statt.
Die weibliche Hauptrolle bot Hal Wallis zunächst der deutschen Schauspielerin Christiane Schmidtmer an, die bereits in seiner Produktion Boeing-Boeing als Lufthansa Stewardess Lise Bruner mitgewirkt hatte. Sie lehnte jedoch ab und überließ die Rolle ihrer Filmkollegin Suzanna Leigh, die in Boeing-Boeing ebenfalls eine Stewardess spielte.
Der Film wurde am 9. Juni 1966 in Memphis vor kleinem Publikum in einer Sneak Preview uraufgeführt, erlebte seine offizielle Premiere eine Woche später in New York City und kam schließlich am 6. Juli 1966 in die US-amerikanischen und am 23. Dezember 1966 in die deutschen Kinos. In der deutschen Fassung wurde Elvis Presley von Rainer Brandt synchronisiert.
Nach Blaues Hawaii und Girls! Girls! Girls! war Südsee-Paradies der dritte und letzte Elvis-Film, der auf Hawaii spielte.
Im Film singt Elvis Presley mehrere Lieder:
- Paradise, Hawaiian Style (Bill Giant, Bernie Baum & Florence Kaye)
- Stop Where You Are (Bill Giant, Bernie Baum & Florence Kaye)
- This Is My Heaven (Bill Giant, Bernie Baum & Florence Kaye)
- House of Sand (Bill Giant, Bernie Baum, Florence Kaye)
- Drums of the Islands (Sid Tepper & Roy C. Bennett)
- A Dog's Life (Sid Wayne & Ben Weisman)

Zusammen mit Marianna Hill singt Elvis Presley den Titel Scratch My Back (Then I'll Scratch Yours). Donna Butterworth, zu dem Zeitpunkt neun Jahre alt, singt Bill Bailey, Won't You Please Come Home. Mit Elvis Presley zusammen singt Butterworth Datin’ und Queen Wahine's Papaya.
Der Elvis-Titel Sand Castles wurde aus der Premierenfassung geschnitten. In Fernsehfassungen ist der Titel jedoch inzwischen wieder enthalten.

## Kritik
Der film-dienst schrieb 1967:

„Elvis Presley, verblassendes amerikanisches Massenidol der fünfziger Jahre, setzt mit diesem Hula-Hula-Filmchen auf die Treue seiner Ex-Verehrer. Diese Rechnung mag in den USA aufgehen, hierzulande nimmt man es dem inzwischen zum arg fetten Twen gewordenen Schlagersänger nicht mehr ganz ab, wenn sich ihm, laut Drehbuch, die schönsten Mädchen aller Rassen nur so an die Brust werfen. Diese angebliche Suggestivkraft des hüftwackelnden Elvis und seine neuesten Schlager sind folglich ein schwachbeiniges Gerüst, auf dem sich eine Mischung aus buntem Touristen-Hawaii, Tanz und Operettenhandlung halten soll. […] Einzig und allein die Freunde der Presley-Schlager kommen auf ihre Kosten, wobei sie freilich harte Durststrecken kärglicher Handlung (ausgenommen einige gute Flugaufnahmen) in Kauf nehmen müssen.“

„Die nichtssagende Story dient dazu, Schlager von Elvis Presley zu präsentieren“, befand das 1990 vom film-dienst herausgegebene Lexikon des Internationalen Films.
Cinema bezeichnete den Film als „Musikromanze mit Elvis Presley, der hier allerdings seine besten Tage schon hinter sich hatte. […] Fazit: Selbst für Elvis-Fans eine harte Nummer.“
Time Out London sah in Südsee-Paradies einen verzweifelten Versuch, Elvis Presleys schwächelnde Filmkarriere wieder in Gang zu bringen. „Der Film zeigt hoffnungslos schlecht einen genervten, dickbäuchigen Elvis, der durch bekannte Schauplätze trottet, vor deren Hintergrund sich langweilige Kabbeleien unter Jugendlichen abspielen.“